# Marios Panayi
Marios Panayi (griechisch Μάριος Παναγή; * 4. Juni 1980) ist ein zyprischer Fußballschiedsrichter.

## Werdegang
Panayi pfiff ab Mitte der 2000er Jahre Spiele in der First Division und rückte 2010 zum FIFA-Schiedsrichter auf. Parallel leitete er Spiele im Rahmen der Qualifikation für diverse Junioreneuropameisterschaften sowie für die beiden Europapokalwettbewerbe der UEFA.